# Codice penale (Italia)
Il codice penale è la codificazione e la principale raccolta di norme in materia di diritto penale nell'ordinamento italiano, altresì noto come "codice Rocco", dal nome del Ministro di grazia e giustizia del Governo Mussolini che principalmente ne curò l'estensione, Alfredo Rocco.
Insieme alla Costituzione e alle leggi speciali è una delle fonti del diritto penale italiano, ancora oggi in vigore pur con numerose modifiche.

## Storia
Il primo codice penale della Penisola fu il codice penale del Regno delle Due Sicilie del 1819.Il codice sabaudo fu esteso nel 1859 al resto della penisola durante la realizzazione dell'unità d'Italia. Tuttavia dal 1861 al 1889 convissero due codici penali distinti dal momento che la Toscana continuò ad usare il proprio codice (che prevedeva l'abolizione della pena di morte dal 1859 dopo che era stata reimmessa nel 1853). L'unificazione normativa avvenne con il Codice Zanardelli, che porta il nome del Ministro di grazia e giustizia Giuseppe Zanardelli e venne promulgato il 30 giugno 1889, per entrare in vigore il 1º gennaio dell'anno seguente.
Durante il governo Mussolini, la promulgazione della legge delega 4 dicembre 1925 n. 2260, consentì al governo di emendare il codice vigente; la nuova legislazione venne emanata il 19 ottobre 1930, realizzata tecnicamente sotto la direzione del Manzini, e con Regio Decreto 19 ottobre 1930, n. 1398, pubblicato sulla Gazzetta Ufficiale del 26 ottobre 1930, n. 251 (straordinario) entrato in vigore il 1º luglio 1931. Il regio decreto di promulgazione riporta in calce le firme del Re d'Italia Vittorio Emanuele III, dell'allora Capo del Governo Benito Mussolini, e del Ministro di grazia e giustizia Alfredo Rocco.
A partire dal secondo dopoguerra, dopo le prime necessarie riforme del 1944 e del 1947 per adeguare il codice al nuovo ordinamento politico, numerose sono state le Commissioni di studio che hanno redatto relazioni ed articolati per l'approvazione di un nuovo codice penale e da più parti politiche il codice Rocco è stato ampiamente criticato. Inoltre, il mondo accademico e gli operatori del diritto si sono più volte espressi per la non procrastinabilità di un codice penale nuovo, moderno e pienamente aderente ai principi costituzionali.
Nel corso degli anni è stato riformato progressivamente, con numerose modifiche apportate dal Parlamento e dalla giurisprudenza della Corte costituzionale. Dette modifiche sono state molto numerose, ampie e importanti e hanno cambiato fisionomia al codice, ma senza un disegno unitario e non sempre in modo apprezzato dalla dottrina giuridica.

## Analisi
La dottrina penalistica fascista, al contrario di quella di epoca liberale, proponeva un sostanziale spostamento dell’attenzione dal reato al soggetto che lo commettesse, andando a creare un modello di “uomo delinquente” (idea influenzata, in parte, dalle teorie di Cesare Lombroso). Ciò che andava punito non era più il reato, ma l’uomo stesso che veniva giudicato nelle sue componenti fisiche, psichiche, sociali e ambientali durante il processo. La pena, infine, andava commisurata alla pericolosità del delinquente, la quale avrebbe dovuto difendere e proteggere la società da quest’ultimo. 
Secondo Mario Sbriccoli il codice penale si trasformava, così, in un’arma nelle mani dello Stato da usare contro i nemici della società che sarebbero, in realtà, i suoi stessi nemici. Questo era ritenuto il solo modo efficace per tutelare al contempo: lo Stato, la società e i cittadini. Fu fatto un attento lavoro di «torsione» dell’ordinamento penale «attraverso aggiustamenti, eccezioni, slittamenti, erosioni e svuotamenti» che hanno finito per sostituire quel «garantismo indulgenziale» del periodo liberale con quel «perseguimento repressivo» proprio del regime fascista.

## Le modifiche successive
Il codice, pur mantenendo alcuni elementi di severità nella disciplina della responsabilità penale (peraltro smussati dalla giurisprudenza), è stato profondamente modificato, ammodernato ed epurato delle disposizioni più marcatamente anacronistiche e autoritarie, di matrice fascista, che dopo l'instaurazione della repubblica risultarono in contrasto con la Costituzione. Tali profondi mutamenti hanno molto cambiato il codice e sono avvenuti sia attraverso numerose riforme parziali, sia mediante pronunce di illegittimità da parte della Corte costituzionale. Molti istituti del precedente codice Zanardelli sono stati ripristinati (esclusione della pena di morte, circostanze attenuanti generiche, reazione legittima agli atti arbitrari del pubblico ufficiale, prova liberatoria per i delitti contro l'onore, reati contro il capo dello Stato, prevalenza della pena pecuniaria per i reati di vilipendio, pari tutela penale per tutte le religioni, punizione degli attentati politici solo nei casi di condotte violente) e gran parte delle innovazioni del codice Rocco sono state abrogate o dichiarate incostituzionali (pena di morte, associazione antinazionale, associazione internazionale senza autorizzazione, serrata e sciopero per fini contrattuali, attività antinazionale del cittadino all'estero, propaganda sovversiva o antinazionale, attentati e offese al capo del governo) o profondamente modificate (associazioni sovversive, boicottaggio).
Già nel periodo luogotenenziale, comunque, si era provveduto a qualche importante emendamento; ad esempio, furono ripristinate le circostanze attenuanti generiche e fu abolita la pena di morte.
In seguito sono avvenute anche altre riforme, sia nella parte generale che nella parte speciale. Nella parte generale sono intervenute modifiche in materia di liberazione condizionale, di bilanciamento delle circostanze, di concorso di reati, di sospensione condizionale della pena, di misure di sicurezza, di imputazione delle circostanze che aggravano la pena, di cause di giustificazione (scriminanti), l'introduzione del proscioglimento per speciale tenuità del fatto, delle pene sostitutive e dei percorsi di giustizia riparativa. Nella parte speciale sono avvenute riforme in tema di reati politici, di delitti sessuali, di delitti contro la persona, il patrimonio, la pubblica amministrazione e altri ancora; i reati di vilipendio politico e religioso sono tornati all'impostazione del Codice Zanardelli (con prevalenza della pena pecuniaria) e i delitti di attentato sono ora modellati sul tentativo e in parte ridimensionati; è stato abolito il delitto di fatto diretto a turbare (anche solo pacificamente) gli organi costituzionali; sono state eliminate tutte le discriminazioni religiose e di genere inizialmente presenti nel codice; i reati di adulterio, concubinato, associazioni antinazionali e internazionali, propaganda sovversiva e antinazionale, duello e turpiloquio sono stati abrogati. Sono invece stati inseriti reati di terrorismo, di atti persecutori (stalking), contro l'ambiente, contro il sentimento per gli animali, contro l'eguaglianza e contro i beni culturali, nonché nuovi delitti a danno dei minorenni, per adeguare il nostro ordinamento alle mutate e nuove esigenze sociali. Inoltre sono stati notevolmente ampliati i reati procedibili a querela. 

## I progetti di riforma organica
Una riforma complessiva del codice penale non è mai stata varata. Dopo la caduta del fascismo, la dottrina penalistica (Pannain, Delogu, Leone) ritenne infatti improponibile il ripristino dell'ottocentesco Codice Zanardelli, e osteggiò anche una riforma ex novo, sostenendo che il rigoroso impianto tecnico del Codice Rocco bastasse tutto sommato a immunizzarlo, negli aspetti di fondo, dalla politicizzazione. Quindi la «persistenza, sia pure più formale che sostanziale, di questo codice pare ravvisabile nella sua perfezione tecnico-giuridica» che fece passare in secondo piano il coinvolgimento politico e ideologico di Alfredo Rocco. Ciò non significa che il codice sia rimasto immutato: nei decenni successivi sono intervenute numerose e importanti riforme, anche col ripristino di varie norme del codice Zanardelli (v. supra), ma senza un disegno unitario. Tutto ciò ha portato ad una perdita di compattezza e coerenza logica nel codice penale.
Le riforme intervenute sono state numerose, ampie e profonde, tuttavia non sempre nel senso auspicato dalla dottrina maggioritaria. Accanto a riforme di depenalizzazione e ridimensionamento sanzionatorio sono state introdotte riforme in senso più rigorista e repressivo, in particolare contro il terrorismo ma non solo.
A distanza di decenni dall'entrata in vigore della Costituzione, la necessità di un codice nuovo e più moderno, ispirato, oltre che ai principi costituzionali, alle convenzioni internazionali e al tema dei nuovi diritti, è da più parti avvertita, e progetti di riforma complessiva sono stati presentati anche in sede istituzionale (si ricordano le esperienze delle commissioni ministeriali Pagliaro, progetto Riz e Grosso, del 1988 e 2001), senza tuttavia andare in porto.

## Struttura
Il codice penale è organizzato in tre libri, a loro volta suddivisi in titoli, capi, sezioni, paragrafi e articoli.
| N° titolo       | Titolo | Articoli               |
| Libro I         | Dei reati in generale                                                                                              | 1-240                  |
| --------------- | --- | ---------------------- |
| Titolo I        | Della legge penale                                                                                                 | 1-16                   |
| Titolo II       | Delle pene | 16-38                  |
| Titolo III      | Del reato | 39-84                  |
| Titolo IV       | Del reo e della persona offesa dal reato                                                                           | 85-131                 |
| Titolo V        | Della non punibilità per particolare tenuità del fatto. Della modificazione, applicazione ed esecuzione della pena | 131-bis-149            |
| Titolo VI       | Dell'estinzione del reato e della pena                                                                             | 149-184                |
| Titolo VII      | Delle sanzioni civili                                                                                              | 185-198                |
| Titolo VIII     | Delle misure amministrative di sicurezza                                                                           | 199-240                |
| Libro II        | Dei delitti in particolare                                                                                         | 241-649-bis            |
| Titolo I        | Dei delitti contro la personalità dello Stato                                                                      | 241-313                |
| Titolo II       | Dei delitti contro la pubblica amministrazione                                                                     | 314-360                |
| Titolo III      | Dei delitti contro l'amministrazione della giustizia                                                               | 361-401                |
| Titolo IV       | Dei delitti contro il sentimento religioso e contro la pietà dei defunti                                           | 402-413                |
| Titolo V        | Dei delitti contro l'ordine pubblico                                                                               | 414-421                |
| Titolo VI       | Dei delitti contro l'incolumità pubblica                                                                           | 422-452                |
| Titolo VI-bis   | Dei delitti contro l'ambiente                                                                                      | 452-bis-452-terdecies  |
| Titolo VII      | Dei delitti contro la fede pubblica                                                                                | 453-498                |
| Titolo VIII     | Dei delitti contro l'economia pubblica, l'industria e il commercio                                                 | 499-518                |
| Titolo VIII-bis | Dei delitti contro il patrimonio culturale                                                                         | 518-bis-518-undevicies |
| Titolo IX       | Dei delitti contro la moralità pubblica e il buon costume                                                          | 519-544                |
| Titolo IX-bis   | Dei delitti contro il sentimento per gli animali                                                                   | 544-bis-544-sexies     |
| Titolo X        | Dei delitti contro l'integrità e la sanità della stirpe (abrogato)                                                 | 545-555                |
| Titolo XI       | Dei delitti contro la famiglia                                                                                     | 556-574-ter            |
| Titolo XII      | Dei delitti contro la persona                                                                                      | 575-623-ter            |
| Titolo XIII     | Dei delitti contro il patrimonio                                                                                   | 624-649-bis            |
| Libro III       | Delle contravvenzioni in particolare                                                                               | 650-734-bis            |
| Titolo I        | Delle contravvenzioni di polizia                                                                                   | 650-730                |
| Titolo II       | Delle contravvenzioni concernenti l'attività sociale della pubblica amministrazione                                | 731-734                |
| Titolo II-bis   | Delle contravvenzioni concernenti la tutela della riservatezza                                                     | 734-bis                |